# Hōzan-ji

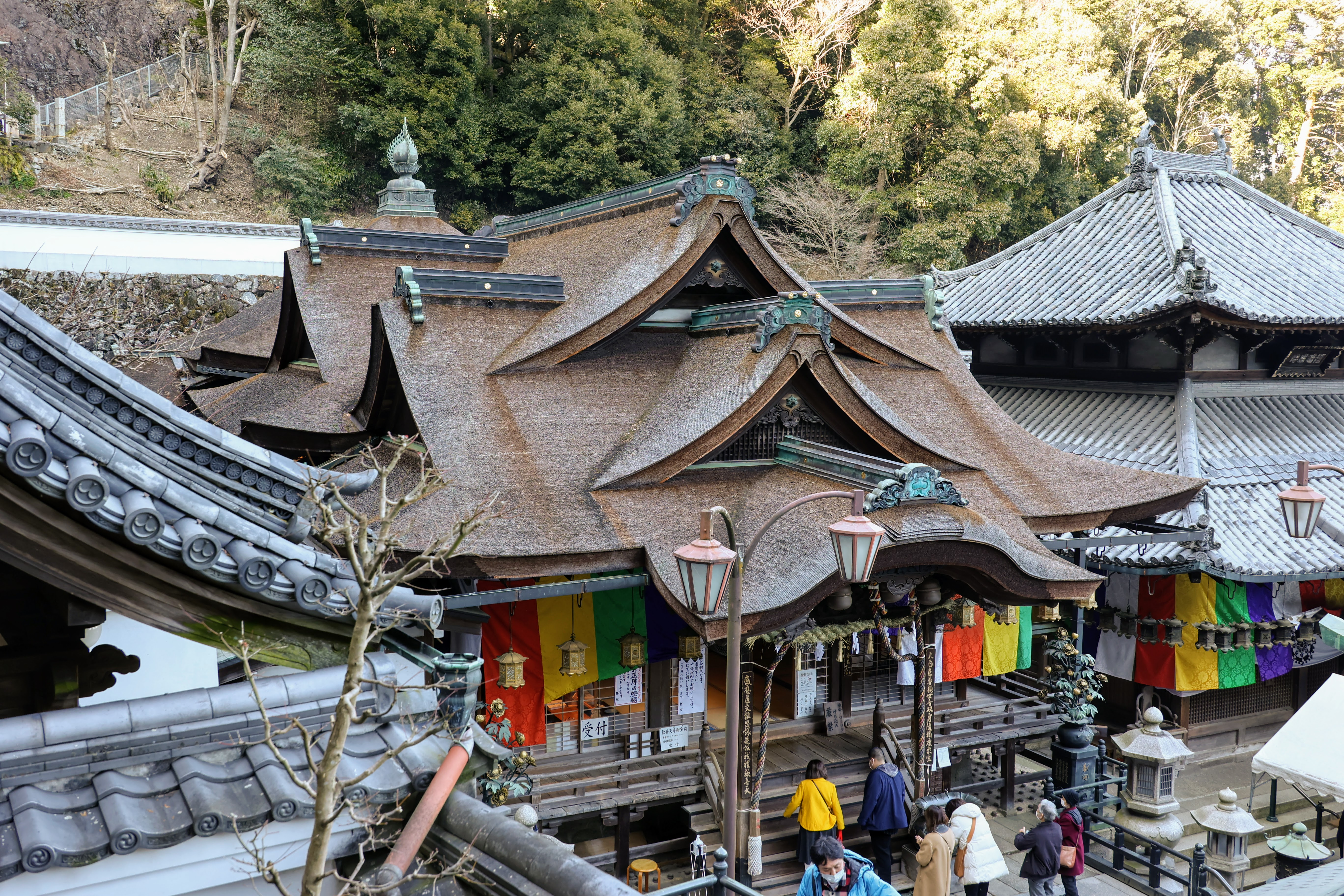
Salle du Kankiten (Shoten)

Hōzan-ji (宝山寺 Hozanji) est un temple bouddhiste situé à Monzenmachi, Ikoma, préfecture de Nara au Japon. Il est également appelé Ikoma-Shoten (生駒聖天） Shoten étant le dieu de la joie.

## Histoire
La zone autour du Hōzan-ji est à l'origine un endroit appelé Daisho-Mudo-ji (大聖無動寺), destiné à la formation des moines bouddhistes. 
Le mont Ikoma est à l'origine un objet de culte pour les anciens peuples de la région, de sorte que celle-ci est choisie comme lieu de formation religieuse. Cet espace de formation aurait été inauguré en 655 par En no Gyōja. De nombreux moines bouddhistes, dont Kukai (空海), y auraient suivi une formation.
L'histoire du Hōzan-ji commence lorsque Tankai (湛海) ouvre à nouveau cet endroit de formation au XVIIe siècle. Tankai érige une statue de Kankiten à cet endroit en 1678, année officielle de création du Hōzan-ji.
À l'époque d'Edo, ce temple est l'un des temples bouddhistes les plus populaires de la région.

## Biens culturels
Le temple possède de nombreux biens culturels importants.
- Le bâtiment Shishi-Kaku (獅子閣)
- Cinq statues de Zushiiri-Mokuzo-Godai-Myōō (厨子入木造五大明王像)
- Kenpon-Chosyoku-Kasuga-Mandara-zu (絹本著色春日曼荼羅図)
- Kenpon-Choshoku-Aizen-Myōō (絹本著色愛染明王像)
- Kenpon-Choshoku-Miroku-Bosatsu (絹本著色弥勒菩薩像)
- Cinq volumes du No-hon, écrit par Zeami (世阿弥能本)

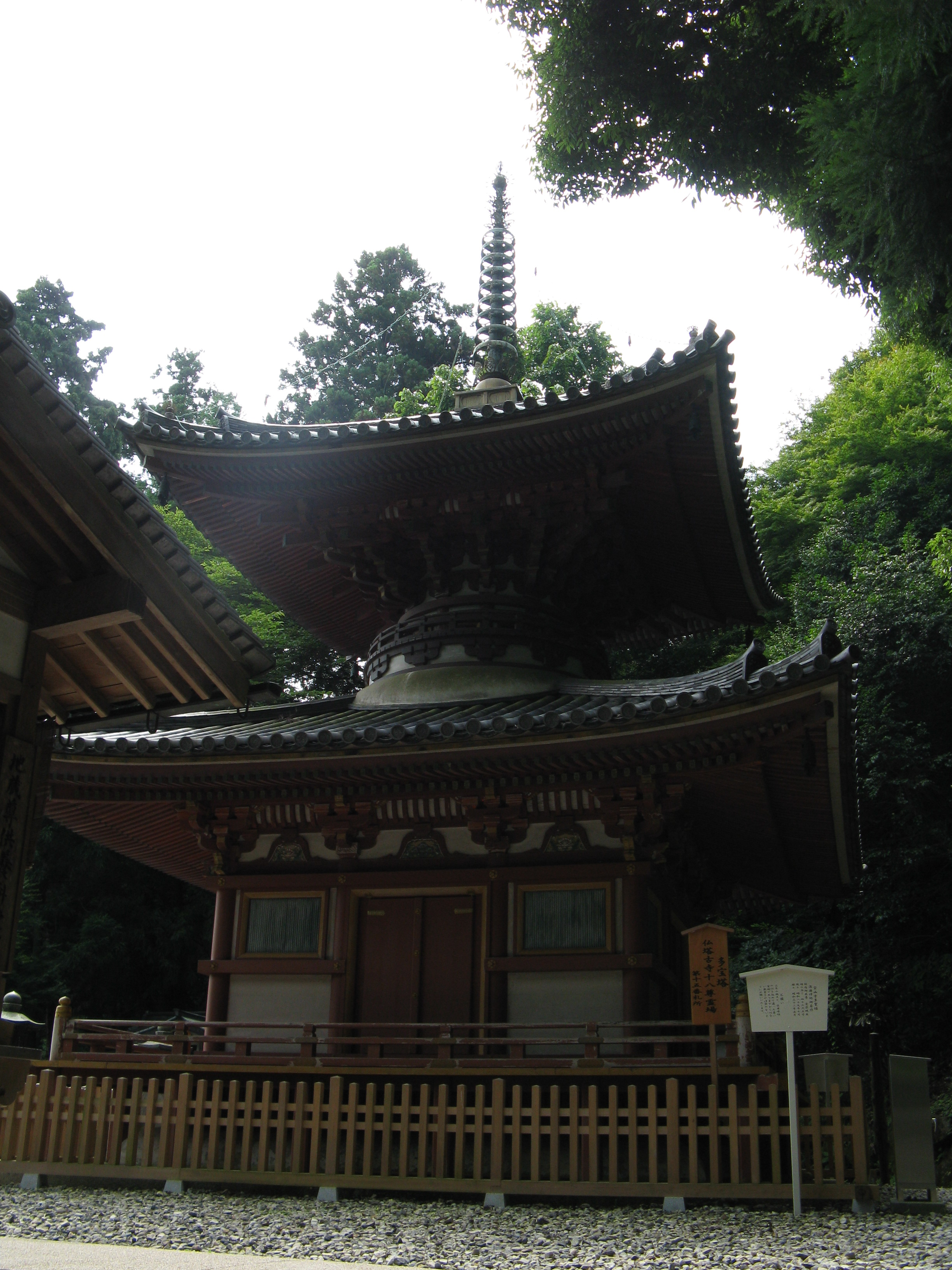
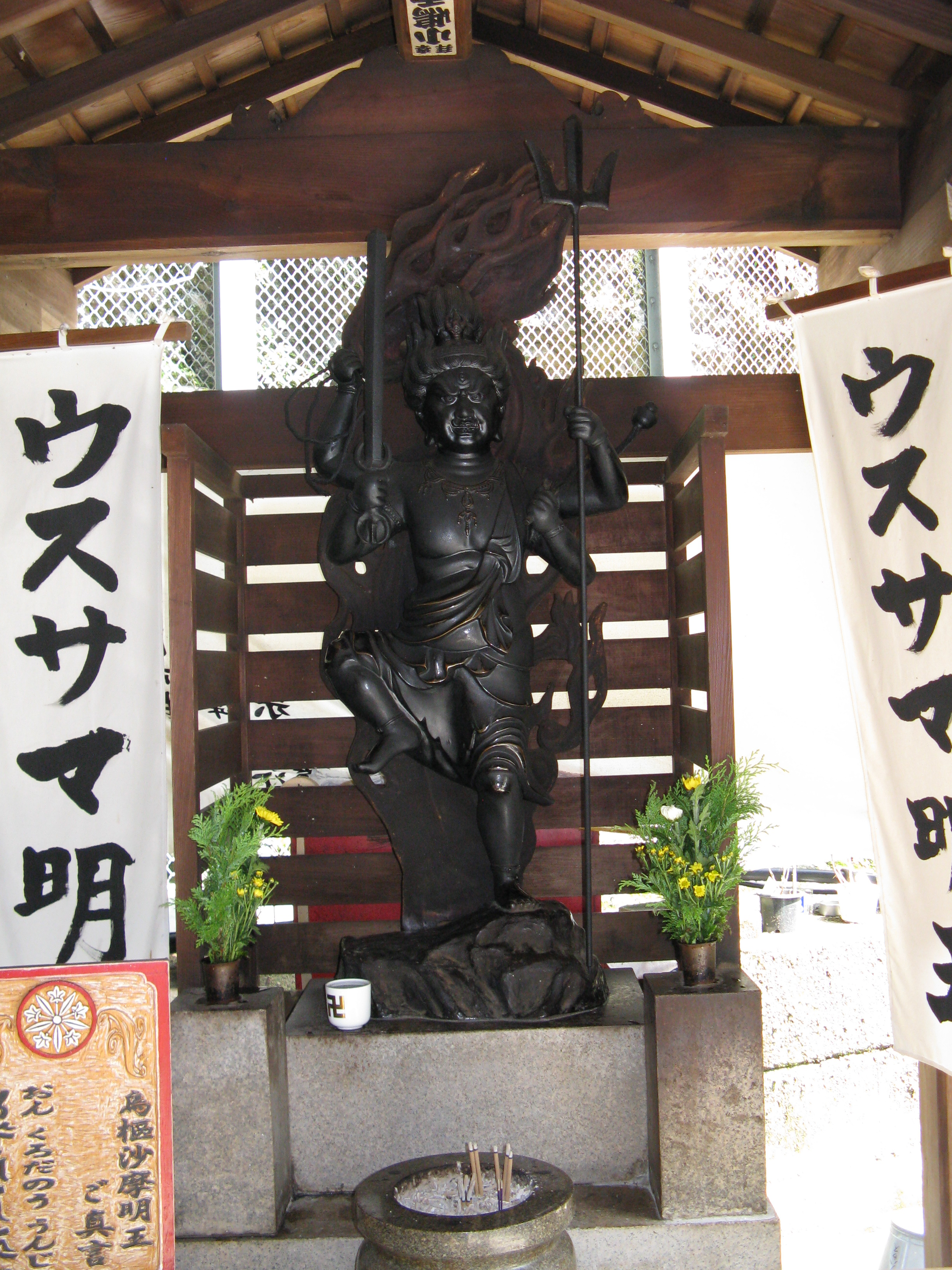
Ucchusma
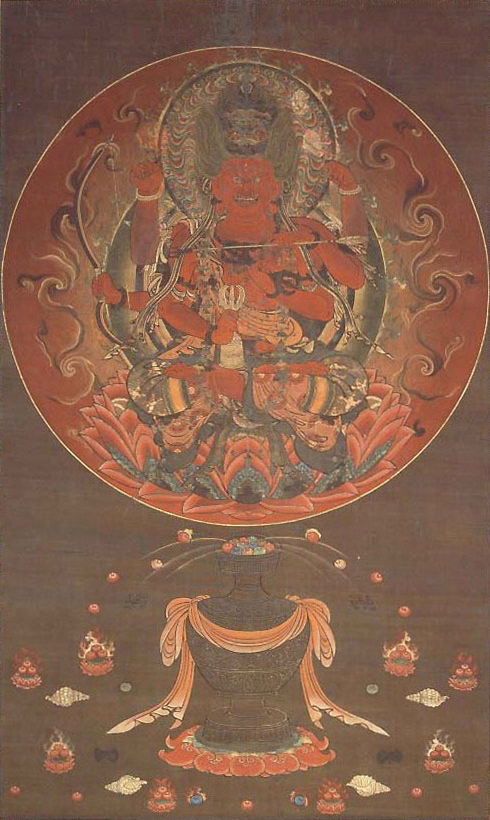
Rāgarāja
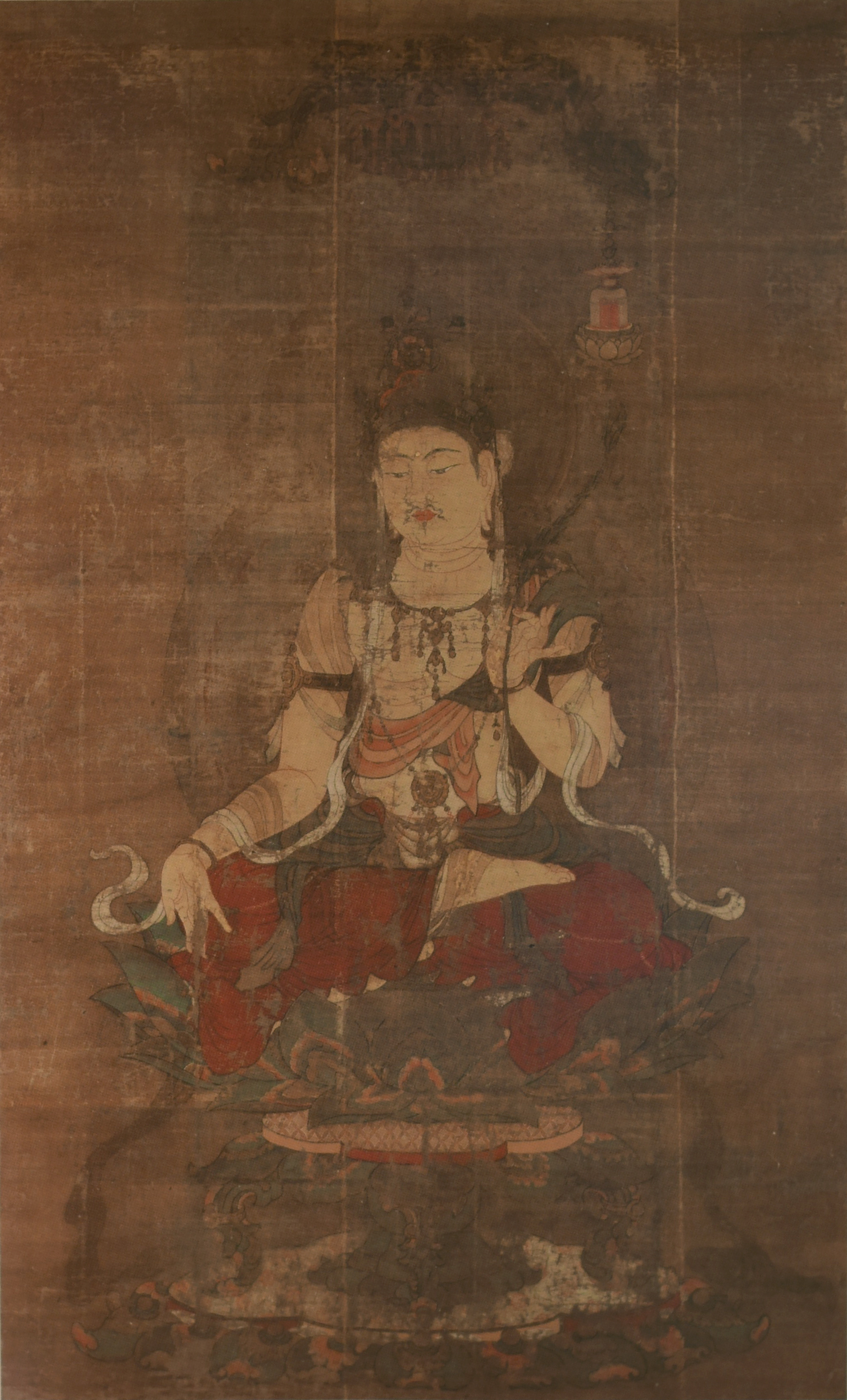
Maitreya

## Référence
- (en) Cet article est partiellement ou en totalité issu de l’article de Wikipédia en anglais intitulé « Hōzan-ji » (voir la liste des auteurs).